# Convento de la Madre de Dios (Salamanca)

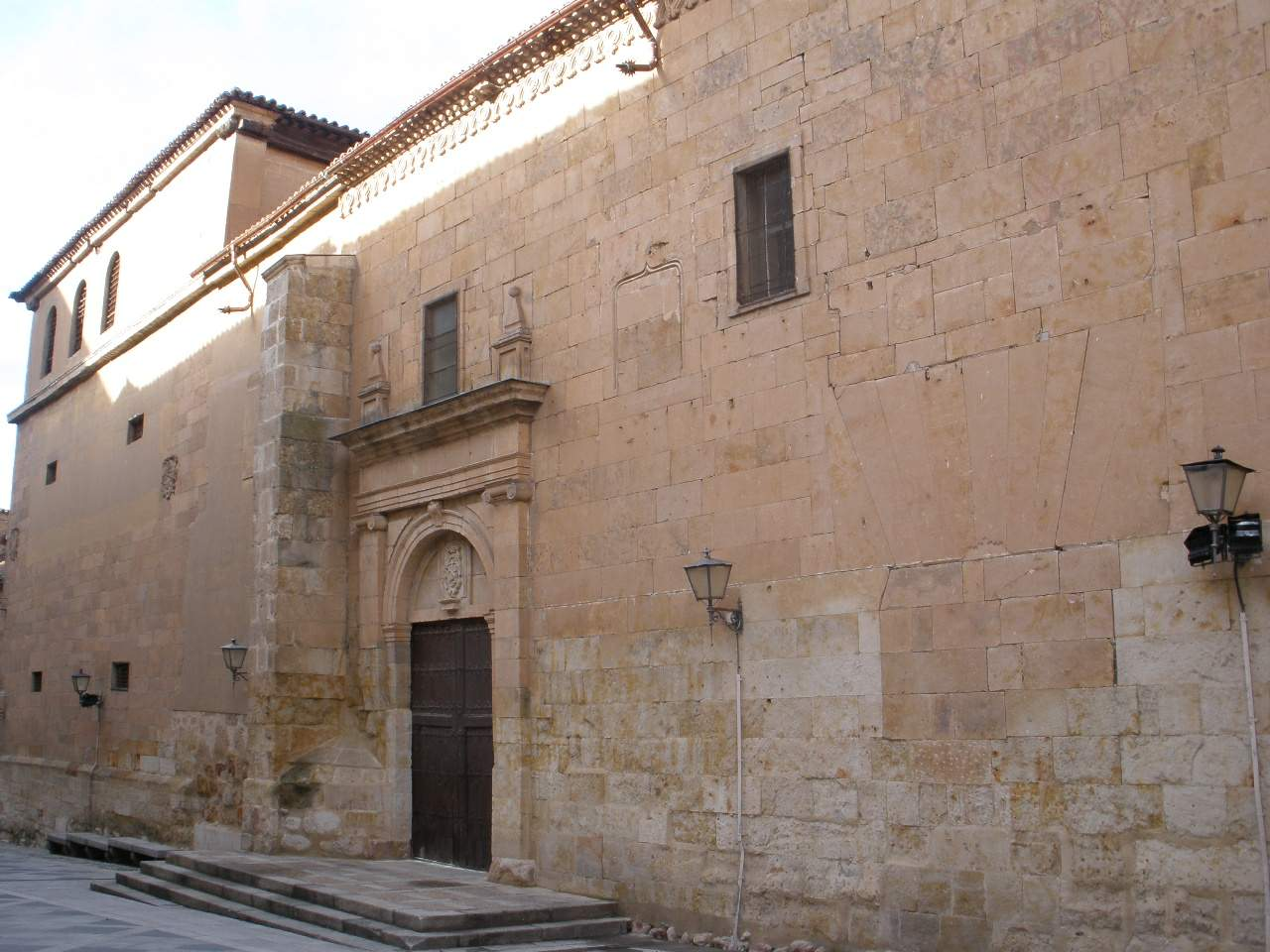
Fachada del convento al recodo de San Benito.

El convento de la Madre de Dios es un convento femenino de Franciscanas de la Tercera Orden en Salamanca. 
El convento, de estilo renacentista, se encuentra en el recodo de San Benito, teniendo también fachadas a las calles Prado y Compañía. 
Fue hecho construir en el año 1543 por don Francisco de Loarte y terminado en el siglo XVII, sobre el solar de su propia casa y de la de Francisco Maldonado al ser confiscada por la Corona tras la derrota de los Comuneros en Villalar.
En la fachada del convento al recodo de San Benito se puede observar la puerta cegada de la antigua casa de Francisco Maldonado y, sobre las esbeltas dovelas de su dintel, los escudos nobiliarios de los Maldonado picados como Damnatio memoriae.